# A Bahama-szigetek zászlaja

Hadilobogó. Arányai: 1:2

A Bahama-szigetek zászlaja a Bahama-szigetek egyik nemzeti jelképe.

## Leírása
A Bahama szigetek zászlajának aránya 1:2. A fekete háromszög a bal oldalon a Bahamák 300 000 fős lakosságának egységét jelképezi, kik elsősorban afrikai leszármazottak. A háromszögtől jobbra a kék sávok a zászló tetején és alján a Karib-tengert és az Atlanti-óceánt jelképezi, az arany sáv középen a napot és a homokot, a Bahama-szigetek homokos partjait.

## Története
A szigetek mai zászlaját 1973. július 10-én vonták fel először. A zászlót a függetlenség kikiáltása előtt rendezett pályázat során készítették.

### Gyarmati zászló
A gyarmati zászlót többször megváltoztatták az idők folyamán. A Bahama-szigetek első zászlója 1869-től a brit Kék Lobogó volt, a repülőrészen a szigetek jelvényével, amelyen jelvényen egy brit vitorlás hajó volt látható, mögötte két kalózhajóval. A tengeri tájképet öv vette körül, rajta a mottóval: "Commercia Expulsis Piratis Restituta" (A kalózokat le kell győzni a kereskedelem érdekében). Az ovális alakú tájképet a brit korona díszítette, alul pedig szalagon a gyarmat neve volt olvasható. A jelvényen a korona több alkalommal változott a brit uralkodóknak megfelelően. A brit kék lobogón 1869 és 1904 között a címer felett a Viktória-korona volt látható, majd 1904 és 1923 között a Tudor-korona váltotta föl. 1953 és 1964 között a Szent Edward koronáját helyezték el a zászlón, amelyet II. Erzsébet brit királynő vezetett be 1953-ban. A lobogón 1923-ig egy fehér színű korongon helyezték el a jelvényt. 1964 után új címert vezettek be. A pajzson egy vitorlás hajó látható a tengeren, a pajzs felső részén egy vörös vízszintes sávon a brit királyi koronát ábrázolták.

## Lobogók
A Bahama-szigetek által használt lobogók megfelelnek a brit tradícióknak. A civil lobogó egy vörös alapon fehér Szent György-kereszttel, és a felső szögben a nemzeti lobogóval látható. A haditengerészeti lobogó hasonló a civilhez, csak a színek vannak megfordítva fehér alapon vörös Szent György-kereszt található.